# György Sarlós
György Sarlós (* 29. Juli 1940 in Budakeszi) ist ein ehemaliger ungarischer Ruderer.
Sarlós startete bereits bei den Olympischen Spielen 1960 in Rom im Vierer ohne Steuermann, schied aber im Hoffnungslauf aus. 1967 siegte bei den Europameisterschaften in Vichy der Vierer ohne Steuermann aus der DDR vor dem Boot aus Ungarn mit László Lucsánszky, József Csermely, György Sarlós und Csaba Czakó. 
Bei den Olympischen Spielen 1968 gewann der ungarische Vierer ohne Steuermann mit Zoltán Melis, György Sarlós, József Csermely und Antal Melis den zweiten Vorlauf mit über acht Sekunden Vorsprung auf den italienischen Vierer. Im Finale siegte der DDR-Vierer in der gleichen Besetzung wie 1967, der auch den ersten Vorlauf gewonnen hatte, mit zweieinhalb Sekunden Vorsprung vor den Ungarn, die Italiener erhielten die Bronzemedaille. Im Jahr darauf trat der ungarische Vierer bei den Europameisterschaften 1969 in der gleichen Besetzung wie 1968 an, es siegte der sowjetische Vierer vor den Ungarn und dem Vierer aus der DDR. 
Bei den Olympischen Spielen 1972 trat Sarlós zusammen mit László Balogh im Zweier ohne Steuermann an, schied aber im Hoffnungslauf aus.
György Sarlós startete für den Verein Ferencváros Budapest.